# Canton de Macouria
Le canton de Macouria est une ancienne division administrative française, située dans le département de la Guyane, dans l'arrondissement de Cayenne.

## Présentation
| Nom                  | Code Insee | Intercommunalité      | Superficie (km2) | Population (dernière pop. légale) | Densité (hab./km2) |
| -------------------- | ---------- | --------------------- | ---------------- | --------------------------------- | ------------------ |
| Macouria (chef-lieu) | 97305      | CA du Centre Littoral | 377,50           | 11 209 (2014)                     | 30                 |

## Administration
| Période       | Période               | Identité             | Étiquette | Qualité                                                            |
| ------------- | --------------------- | -------------------- | --------- | ------------------------------------------------------------------ |
| 1951          | 19..                  | Benjamin Constance   | RS        |                                                                    |
| 19..          | 1964                  | Léopold Héder        | SFIO      | Directeur des hôpitaux Député (1962-1967)                          |
| 1964          | 1970                  | Benjamin Constance   | DVD       |                                                                    |
| 1970          | 1982                  | Yves-Paul Robo       | DVD       | Maire de Macouria (1971-1977)                                      |
| 1982          | décembre 2012 (décès) | Serge Adelson        | DVG       | Cadre Électricité de France retraité Maire de Macouria (1983-2012) |
| décembre 2012 | 2015                  | Jocelyne Pruykemaker | DVD       | Chef d'entreprise Adjointe au maire de Macouria                    |

## Référence
1. ↑  Catherine Lama, « Serge Adelson, maire de Macouria est mort - Guyane la 1ère », sur francetvinfo.fr, 23 décembre 2012 (consulté le 9 décembre 2023).